# Teste de ADN
Teste de ADN é um dos termos mais usados para se referir a um teste envolvendo o ácido desoxirribonucleico (ADN). Por vezes, existe a percepção errada que o teste de ADN, chamado por muitos de teste de DNA, ser um teste que envolve os ancestrais. 
Um teste de ADN pode envolver muitos testes, desde testes de paternidade, testes de ancestralidade, testes genéticos pré-natal (como por exemplo as trissomias), testes de predisposições genéticas alimentares e outros envolvendo a saúde, relações biológicas ou os seus ancestrais. 
Cada país tem a sua legislação relativamente a testes de ADN. Alguns testes de ADN podem ser realizados pelo consumidor final, sem acompanhamento médico, outros testes de ADN são apenas sob pedido de um geneticista e, por fim, existem exames de ADN que são mesmo proibidos.[carece de fontes?]
Na Europa e de forma genérica, abarcando todas as legislações, podemos dizer que os testes de relações biológicas normalmente são permitidos, mas os testes relativamente à saúde são proibidos, sem uma requisição especifica do geneticista. Existem países na Europa que, inclusive, é proibido realizar qualquer teste de ADN durante a gravidez, incluindo os testes de ADN pré-natais às trissomias.[carece de fontes?]
Logo, sempre que quiser realizar um teste de ADN, tem que ser especifico quanto ao exame em si: É um teste de paternidade, um teste pré-natal, ancestralidade, relacionado com a sua saúde, e conhecer a legislação do seu país.